# Kateryna Tarassenko

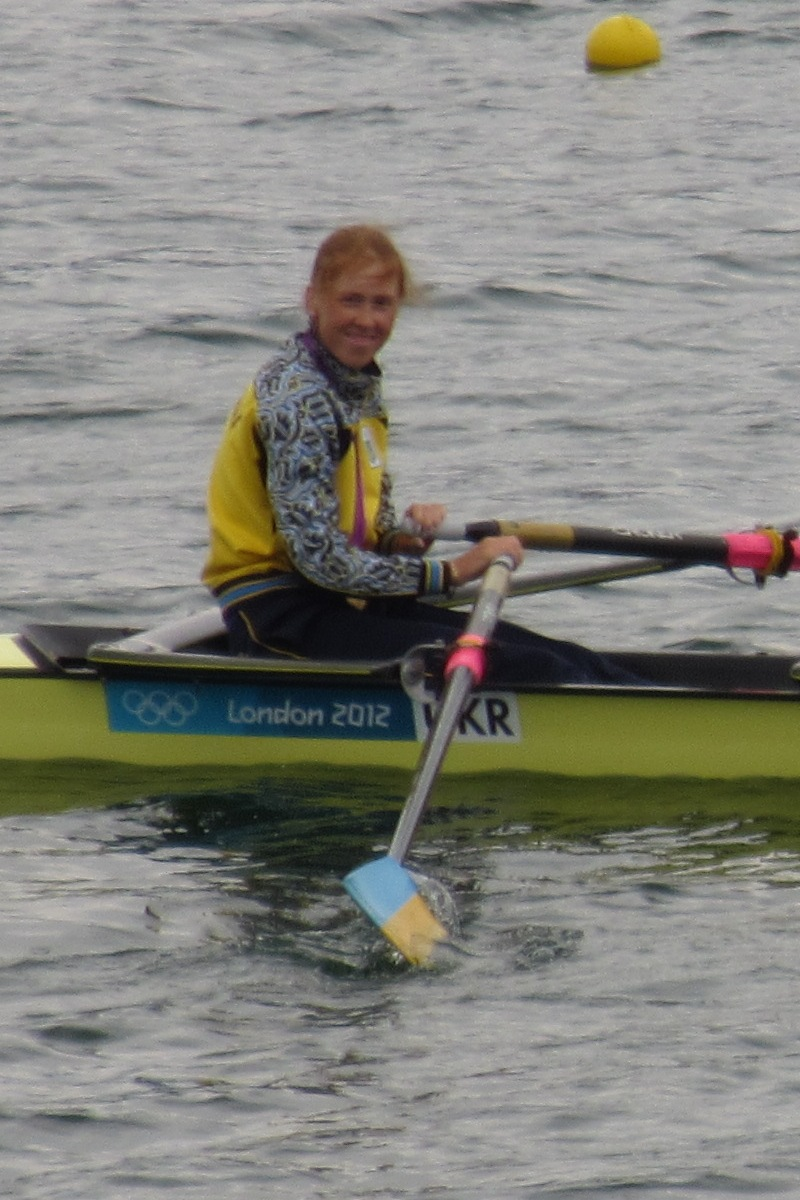
Kateryna Tarassenko nach ihrem Olympiasieg 2012

Kateryna Mykolajiwna Tarassenko (ukrainisch Катерина Миколаївна Тарасенко; * 6. August 1987 in Dnipropetrowsk) ist eine ukrainische Ruderin, die zusammen mit Natalija Dowhodko, Anastassija Koschenkowa und Jana Dementjewa 2012 die Goldmedaille im Doppelvierer gewann und damit den ersten Ruder-Olympiasieg für die Ukraine nach dem Zerfall der Sowjetunion realisierte.

## Sportliche Karriere
Kateryna Tarassenko gewann bei den Junioren-Weltmeisterschaften 2004 die Silbermedaille im Doppelvierer. 2007 belegte sie zusammen mit Olena Burjak im Doppelzweier den vierten Platz bei den U23-Weltmeisterschaften. Bei den Weltmeisterschaften ohne Altersbegrenzung erreichte die beiden nach schwachem Vorlauf im Hoffnungslauf nicht das Ziel. Zum Saisonausklang bei den Europameisterschaften 2007 trat Kateryna Tarassenko mit Jana Dementjewa an und verpasste als Vierte erneut knapp einen Medaillenplatz. Bei den Olympischen Spielen 2008 erreichten Tarassenko und Dementjewa den siebten Platz, fünf Wochen später bei den Europameisterschaften 2008 gewannen die beiden dann ihren ersten internationalen Titel.
2009 trat Kateryna Tarassenko bei drei verschiedenen Meisterschaften in drei verschiedenen Bootsklassen an. Bei den U23-Weltmeisterschaften gewann sie den Titel im Doppelvierer. Bei den Weltmeisterschaften ohne Altersbegrenzung kam sie im Einer auf den 16. Rang. Bei den Europameisterschaften schließlich saß sie im ukrainischen Achter und half beim Gewinn der Bronzemedaille. Im September 2010 gewannen Kateryna Tarassenko, Olena Burjak, Anastassija Koschenkowa und Jana Dementjewa bei den Europameisterschaften im portugiesischen Montemor. Bei den Weltmeisterschaften, die Anfang November auf dem Lake Karapiro in Neuseeland ausgetragen wurde, erkämpfte der ukrainische Doppelvierer die Silbermedaille hinter den Britinnen. Im nächsten Jahr wurde der Doppelvierer neu zusammengesetzt, bei den Weltmeisterschaften 2011 in Bled erreichten Switlana Spirjuchowa, Tetjana Kolesnikowa, Natalija Huba und Kateryna Tarassenko den sechsten Platz. In der gleichen Besetzung gewann der ukrainische Doppelvierer den Titel bei den Europameisterschaften in Plowdiw, von den fünf besser platzierten Booten der Weltmeisterschaften fehlten die deutschen Weltmeisterinnen und die vier nicht-europäischen Boote. 2012 gelang dem ukrainischen Doppelvierer eine makellose Bilanz, drei Siegen im Weltcup folgten der Olympiasieg auf dem Dorney Lake und der Sieg bei den Europameisterschaften in Varese, nur Tarassenko und Jana Dementjewa waren bei allen fünf Saisonsiegen dabei.
Tarassenko erhielt 2012 den Verdienstorden.

## Familie
Tarassenko ist mit Iwan Futryk, einem Ruderer und Europameister, verheiratet. Sie haben zwei Kinder.